# Non cittadini lettoni

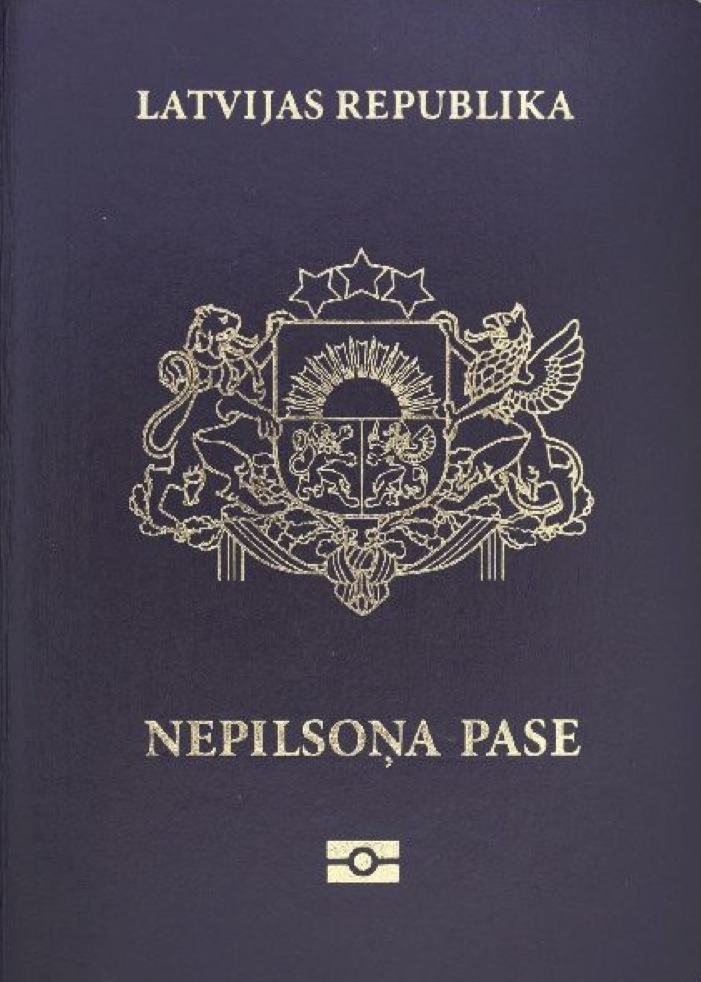
Passaporto da non cittadino lettone (2011)

I non cittadini lettoni sono un gruppo di persone caratterizzate dal non avere la cittadinanza lettone né quella di nessun altro Paese. Al 1º luglio 2017 i non cittadini costituiscono l’11,2% della popolazione lettone (più di 237 000 persone). Ci sono inoltre 4 979 persone con lo status di non cittadino lettone che vivono fuori dal territorio del Paese. Il loro status differisce da quello di apolide.

## Lo status giuridico
Lo status giuridico del non cittadino è stabilito dalla legge approvata nel 1995. Questo status è stato concesso agli ex cittadini dell'URSS che nel 1992 vivevano in Lettonia e dopo il ripristino della sua indipendenza non hanno acquisito nessun'altra cittadinanza, come anche i loro figli. Nell'anno 1998 in Lettonia vivevano 680 000 non cittadini.
Secondo la legge lettone i non cittadini non sono apolidi, però l'Alto commissariato delle Nazioni Unite per i rifugiati li include nelle proprie statistiche delle persone che rientrano sotto il mandato apolidico dell'Alto commissariato delle Nazioni Unite per i rifugiati.
I non cittadini non hanno il diritto di voto e sono privati di alcuni diritti sociali. I non cittadini residenti in Lettonia che non hanno precedenti penali possono presentare la domanda di cittadinanza lettone. Per ottenere la cittadinanza per naturalizzazione è necessario pagare una tassa, prestare giuramento di fedeltà alla Lettonia, superare un esame di lingua lettone, Costituzione e storia della Lettonia. Dal 1998 i figli non cittadini nati in Lettonia possono acquisire la cittadinanza con procedura semplificata.
Nell'ottobre del 2019 la disciplina in questione ha subito una modifica e, dal 1º gennaio 2020, non vi è più la possibilità di nascere come non cittadini.

## Raccomandazioni internazionali
Una risoluzione dell'OSCE del 2004 invitò "a creare le condizioni per la partecipazione degli apolidi alla vita politica del paese, garantendo loro il diritto di voto alle elezioni locali".

## Demografia
| Gruppo etnico | Numero dei non cittadini | Percentuale dei non cittadini nel gruppo | Percentuale del numero totale dei non cittadini |
| ------------- | ------------------------ | ---------------------------------------- | ----------------------------------------------- |
| Russi         | 155 931                  | 28.2                                     | 65.6                                            |
| Bielorussi    | 32 672                   | 47,7                                     | 13,7                                            |
| Ucraini       | 23 290                   | 45,8                                     | 9,8                                             |
| Polacchi      | 8342                     | 18,5                                     | 3,5                                             |
| Ebrei         | 1990                     | 23,3                                     | 0,8                                             |
| Lettoni       | 561                      | 00,04                                    | 0,2                                             |
| Altri         | 14 973                   | .                                        | 6,3                                             |
| Totale        | 237.759                  | 11,2                                     | 100                                             |

La maggior parte dei non cittadini (al 1º luglio 2017 sono 122 821 persone) abitano a Riga.